# REUNION (Little Glee Monsterの曲)
「REUNION」（リユニオン）は、Little Glee Monsterの4枚目のデジタル・シングル。2021年6月23日にソニー・ミュージックレコーズから配信された。

## 概要
本作「REUNION」はLittle Glee Monsterの4作目のデジタル・シングル。
- 2020年12月より体調不良で休養中だった芹奈の復帰作。5人での楽曲リリースは約半年ぶりであり、タイトル「REUNION」には「再開」「再集結」の意味が込められている。
- 芹奈が自身と向き合いながらも届けたいメッセージを、シンガーソングライターの高井息吹氏が作詞作曲。これまでにない世界観の楽曲とともに、それぞれが抱える悩みや苦悩、メンバー5人が出会い共に歌っている奇跡を表現した楽曲[1]。

## 収録曲
| #  | 曲名    | 作詞     | 作曲     | 編曲     | 時間 | 備考         |
| -- | ------- | -------- | -------- | -------- | ---- | ------------ |
| 01 | REUNION | 高井息吹 | 高井息吹 | 君島大空 | 4:16 | MV - YouTube |